# Gouvernement Tiflis

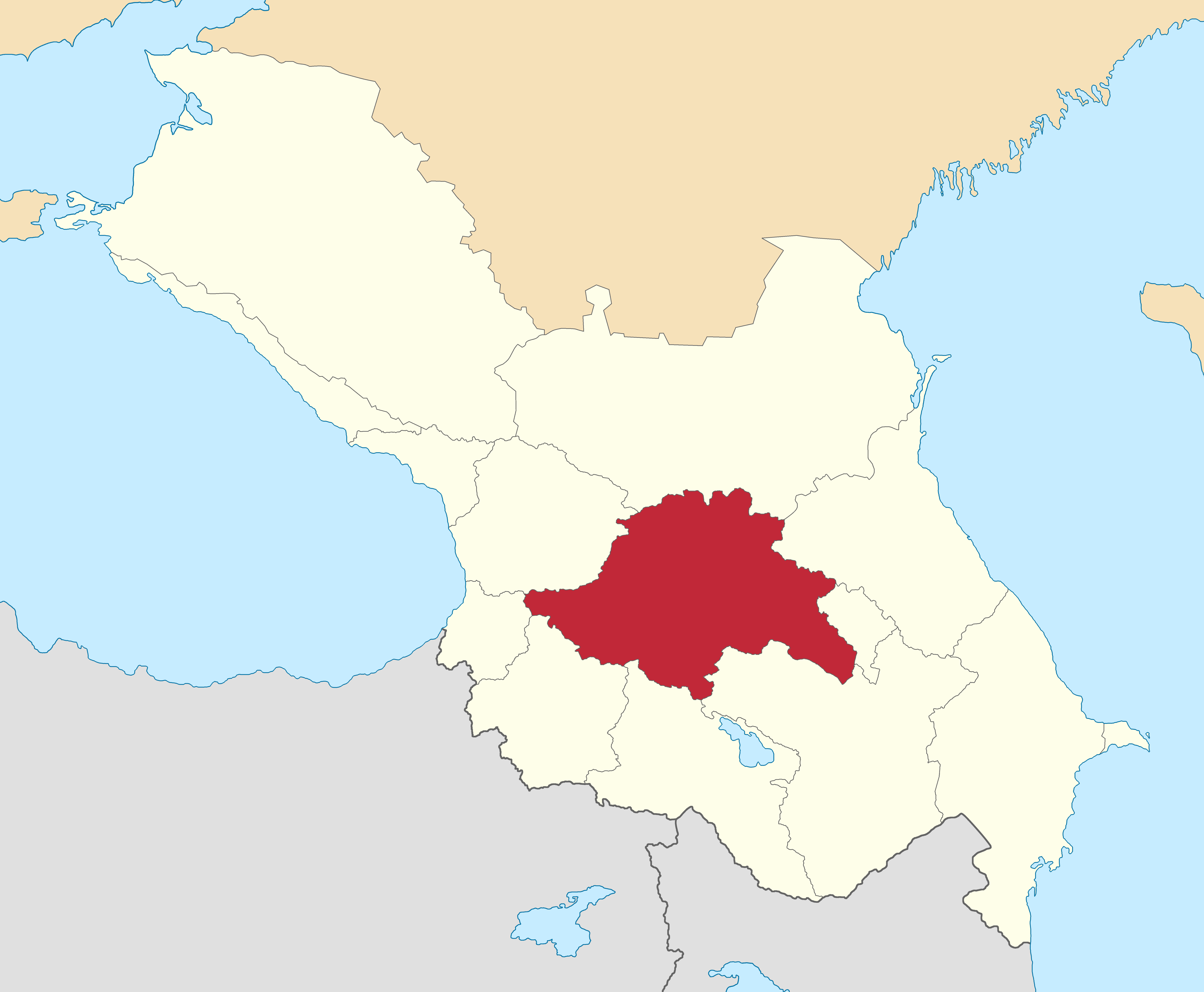
Lage des Gouvernements Tiflis innerhalb des Generalgouvernements Kaukasus

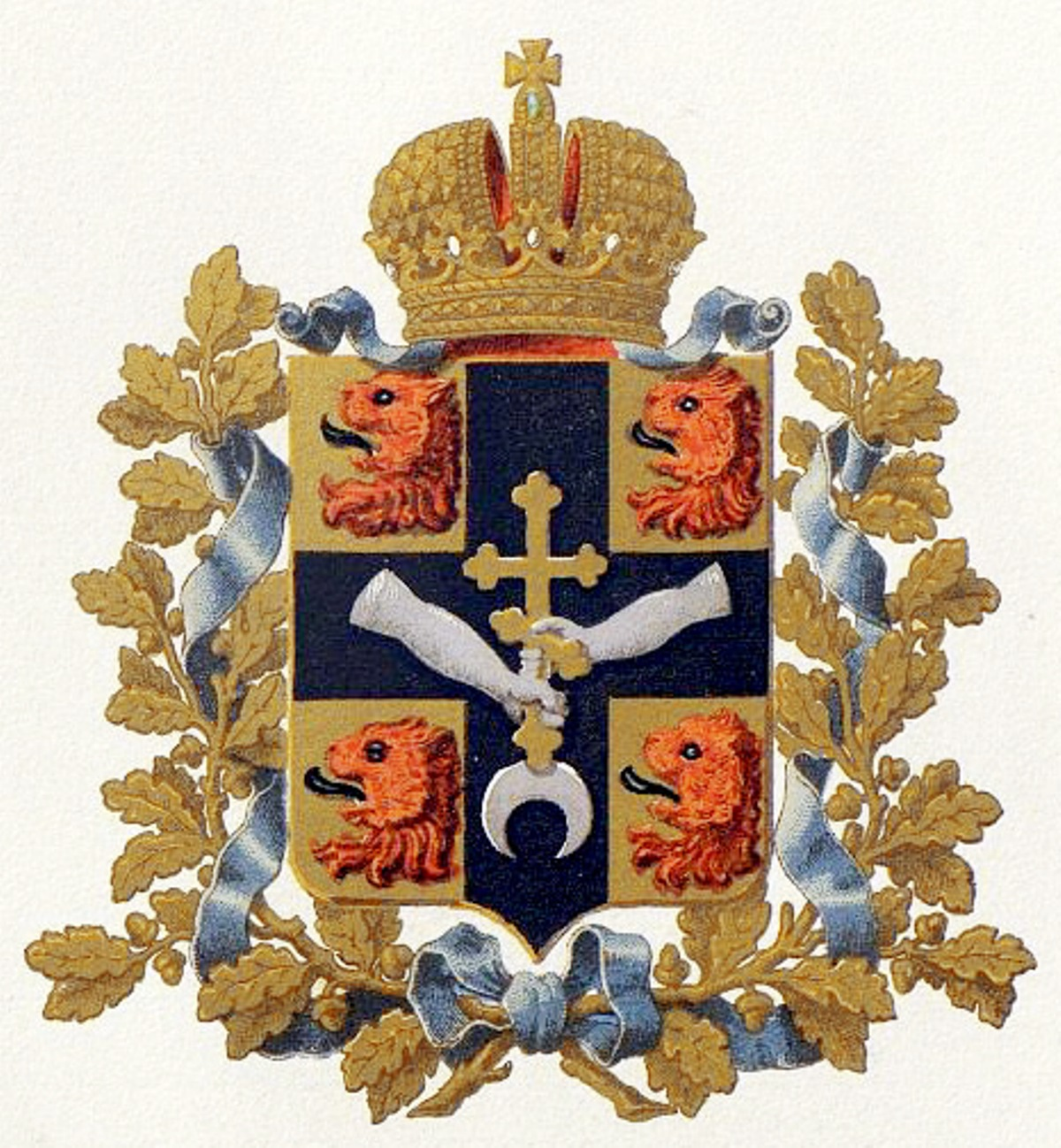
Wappen des Gouvernements

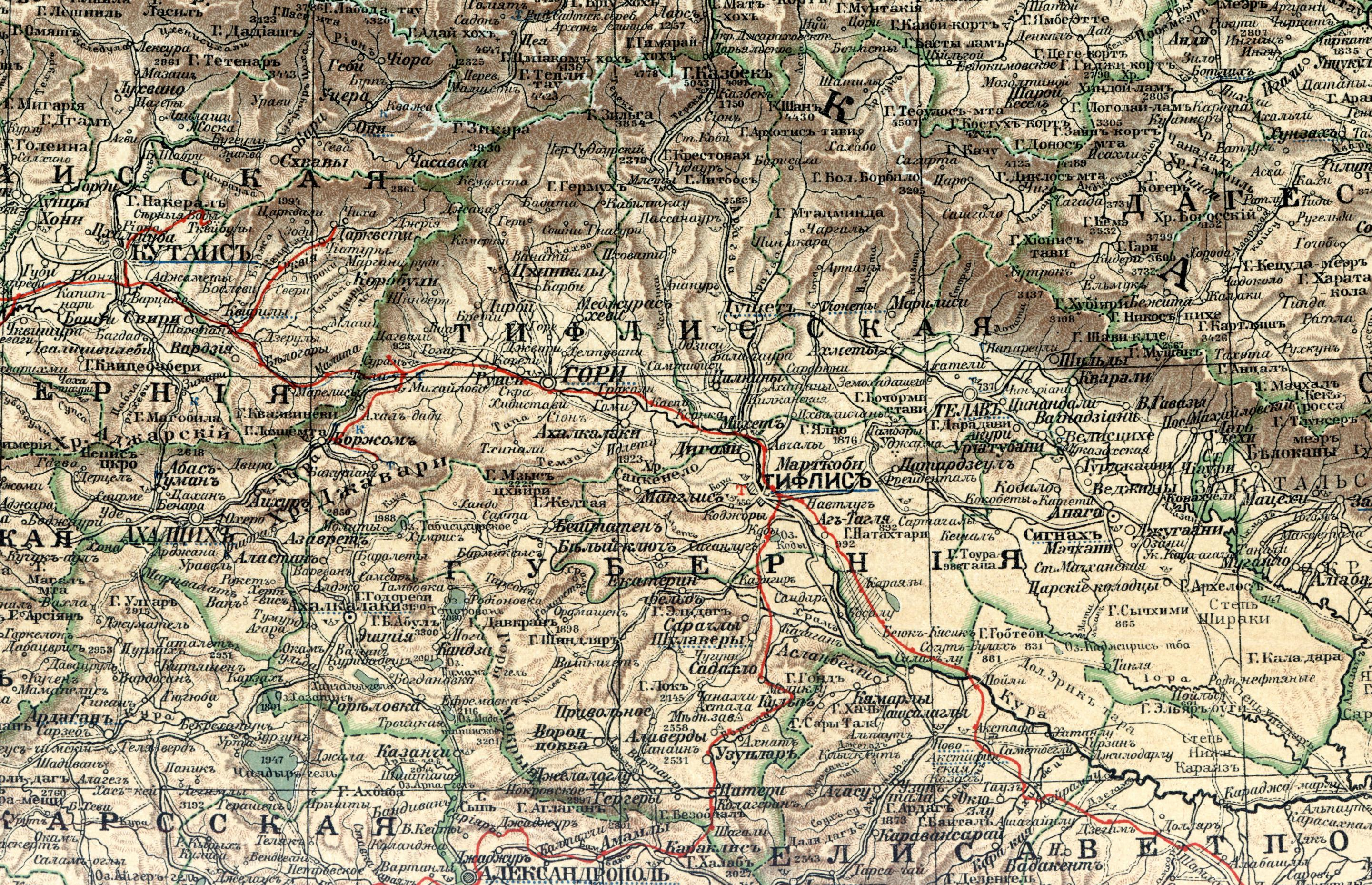
Karte aus dem Jahr 1903 (auf Russisch)

Das Gouvernement Tiflis (russisch Тифлисская губерния/Tifliskaja gubernija, georgisch ტფილისის გუბერნია/Tpilisis gubernia) war eine Verwaltungseinheit im Generalgouvernement Kaukasus des Russischen Kaiserreiches.

## Geographie
Das Gouvernement umfasste nach heutigen Begriffen den Ostteil Georgiens (vor allem Kartlien und Tuschetien) und einige Landstriche im nordöstlichen Armenien. Auch Südossetien gehörte großteils zum Gouvernement Tiflis. Dazu kam noch das Gebiet um Zaqatala im heutigen Aserbaidschan, das den Okrug Sakatal bildete. Dieser hatte insofern einen Sonderstatus, als er unter Militärverwaltung stand.
Es grenzte an die Gouvernements Kutais, Jelissawetpol und Eriwan sowie an die Oblasti Terek, Dagestan und Kars.
Inklusive Sakatal hatte es eine Fläche von 44.846 km2, Hauptstadt war Tiflis.
Wirtschaftlich war vor allem die Ackerbau und Viehzucht bedeutend, an Mineralien wurden vor allem Glaubersalz und Naphtha gewonnen. Der Haupthandelsweg war die Georgische Heerstraße, nach 1900 wurde die Eisenbahn wichtig, es wurden die Strecken nach Jerewan und nach Telawi gebaut.

## Geschichte
Das Gouvernement entstand 1846 bei der Aufteilung des Gouvernements Georgien-Imeretien. Grenzänderungen gab es 1850 durch Abgabe der Ujesdy Alexandropol, Eriwan und Nachitschewan an das neugebildete Gouvernement Eriwan, 1867 durch Übernahme des Ujesds Achalziche vom Gouvernement Kutais und 1868 bei der Bildung des Gouvernements Jelissawetpol mit Ausgliederung und Teilung des gleichnamigen Ujesds. 
Am 4. Januar 1900 zerstörte ein Erdbeben zehn Dörfer im Gouvernement Tiflis; etwa 900 Menschen kamen ums Leben.
Im Zuge der Russischen Revolution wurden die transkaukasischen Gebiete Russlands vorübergehend unabhängig. In der Transkaukasischen Demokratisch-Föderativen Republik blieb das Gouvernement bestehen, die Demokratische Republik Georgien war hingegen nicht in Gouvernements gegliedert. Am 8. März 1921 wurde das Gouvernement in der Georgischen SSR erneut gebildet, aber bereits am 21. April 1921 wieder aufgelöst. Es wird jedoch auch der 25. Februar 1921 als Datum der Auflösung genannt.

## Gliederung
Um 1900 gliederte sich das Gouvernement in folgende Ujesdy (Kreise):
- Achalkalaki (ausgegliedert 1874 aus Ujesd Achalziche)
- Achalziche
- Bortschali (Hauptstadt Schulawer, heute Schaumiani)
- Duscheti
- Gori
- Sighnaghi
- Telawi
- Tioneti (heute Tianeti; bis 1874 Okrug)
- Tiflis

Dazu kam noch der erwähnte Okrug Sakatal.

## Bevölkerung
Nach der ersten allrussischen Volkszählung von 1897 hatte das Gouvernement 1.051.032 Einwohner.
Davon waren 465.537 Georgier (gezählt ohne Imeretier, Mingrelier und Swanen), 196.189 Armenier, 107.383 Tataren (d. h. Aserbaidschaner), 79.082 Russen, 67.268 Osseten, 34.130 Awaren, 27.118 Griechen und 24.722 Türken. Daneben gab es kleinere Gruppen von Ukrainern, Polen, Juden, Persern, Kurden, Tschetschenen, Assyrern sowie Darginern und anderen lesgischen Gruppen. Niederkartlien und die Umgebung von Tiflis war das Hauptsiedlungsgebiet der Kaukasusdeutschen, es wurden 1897 8.340 deutschsprachige Personen ermittelt.